# 東京媒體城

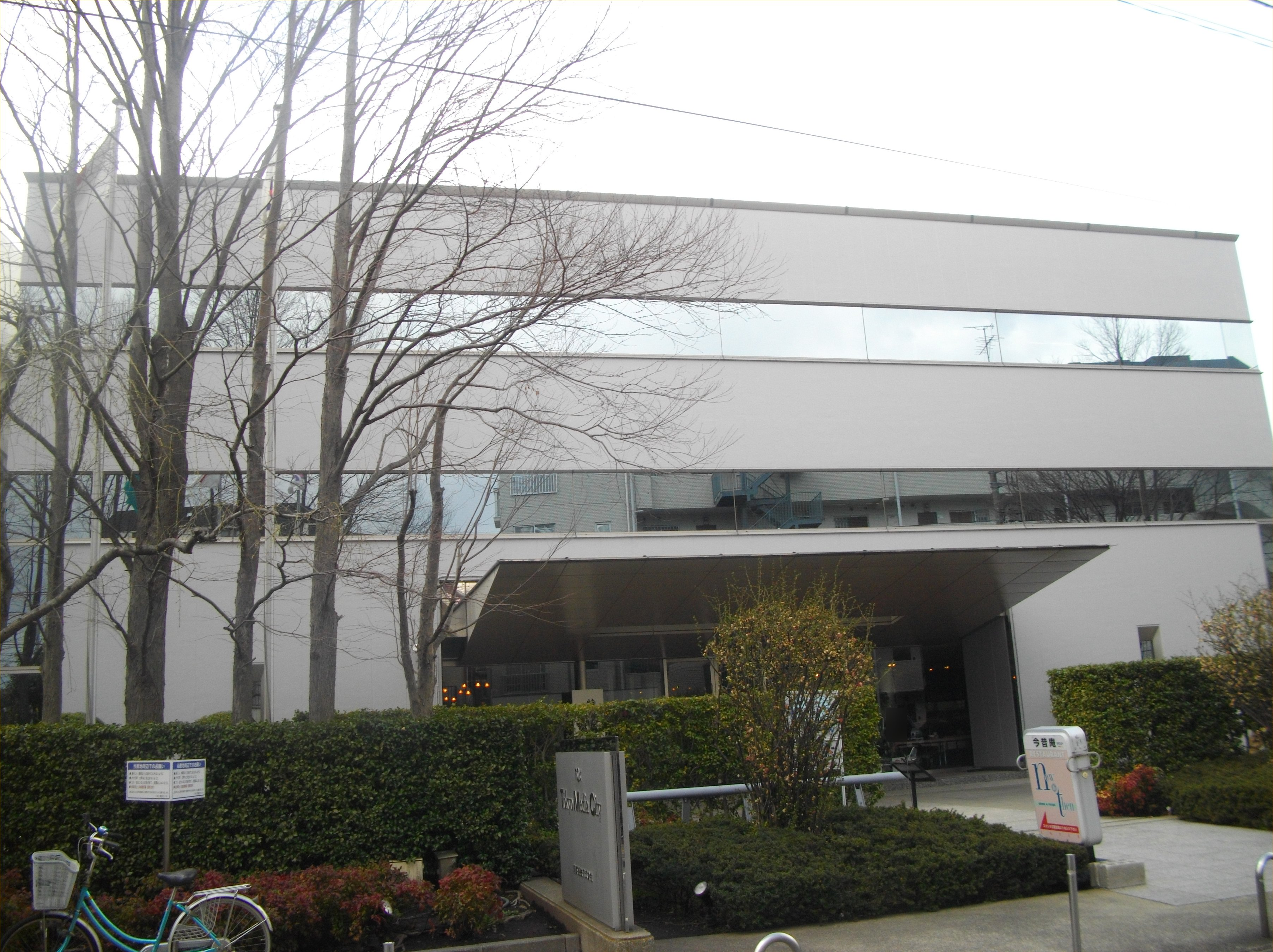
東京媒體城

東京媒體城（日语：東京メディアシティ，とうきょうメディアシティ，Tokyo Media City）是位於日本東京都世田谷區砧的一處電視攝影棚，簡稱TMC。建築由映像製作公司國際放映所有並管理。東京媒體城也是該公司的總部所在地。建築內共設有7個攝影棚。TBS電視台及關西電視台在該建築內各有兩個攝影棚；國際放映直接管理的攝影棚則有3個。

## 外部連結
- TMC - Tokyo Media City （页面存档备份，存于）
- 国際放映株式会社 （页面存档备份，存于）
- 国際放映スタジオ （页面存档备份，存于）
- レモンスタジオ （页面存档备份，存于）
- TMC-A1スタジオ（テクノマックス） （页面存档备份，存于）

35°38′11.19″N 139°36′34.84″E / 35.6364417°N 139.6096778°E